# Фердинанда фон Ербах-Шьонберг
Фердинанда фон Ербах-Шьонберг (на немски: Ferdinande Gräfin zu Erbach-Schönberg; * 23 юли 1784, Цвингенберг; † 24 септември 1848, Бюдинген) е графиня от Ербах-Шьонберг и чрез женитба графиня от 1840 г. княгиня на Изенбург и Бюдинген.

## Биография
Тя е дъщеря, най-голямото дете на пруския генерал-майор граф Густав Ернст фон Ербах-Шьонберг (1739 – 1812) и съпругата му графиня Хенриета Кристиана фон Щолберг-Щолберг (1753 – 1816), дъщеря на граф Кристоф Лудвиг II фон Щолберг-Щолберг (1703 – 1761) и графиня Луиза Шарлота фон Щолберг-Росла (1716 – 1796).
Фердинанда фон Ербах-Шьонберг се омъжва на 10 май 1804 г. в Цвингенберг за граф и 1. княз Ернст Казимир I фон Изенбург и Бюдинген (* 20 януари 1781, Бюдинген; † 1 декември 1852, Бюдинген), син на граф Ернст Казимир II фон Изенбург-Бюдинген-Бюдинген (1757 – 1801) и графиня Елеонора фон Бентхайм-Щайнфурт (1754 – 1827). На 9 април 1840 г. великият херцог Лудвиг II фон Хесен го издига на княз. През 1848 г. княз Ернст Казимир I се отказва от управлението в полза на синът му Ернст Казимир II.
Тя умира на 24 септември 1848 г. на 64 години в Бюдинген.

## Фамилия
Фернанда и Ернс Казимир имат децата:
- Аделхайд (* 11 март 1805, Бюдинген; † 21 ноември 1873, Бюдинген)
- Ернст Казимир II (* 14 декември 1806, Бюдинген; † 16 февруари 1861, Бюдинген), 2. княз на Изенбург и Бюдинген, женен на 8 септември 1836 г. в Беерфелден, Оденвалд, за графиня Текла фон Ербах-Фюрстенау (1815 – 1874)
- Мария (* 4 октомври 1808, Бюдинген; † 11 октомври 1872, Лих), омъжена на 10 май 1829 г. в Бюдинген за княз Лудвиг фон Золмс-Хоензолмс-Лих (1805 – 1880)
- Матилда (* 17 септември 1811, Бюдинген † 18 май 1886, Бюдинген), неомъжена
- Густав (* 17 февруари 1813, Бюдинген; † 1 януари 1883, Олденбург), пруски дипломат и генерал-лейтенант, женен на 31 октомври 1840 г. в Мозбах при Майнц за графиня Берта фон Холебен (1818 – 1904)
- Ида фон Изенбург-Бюдинген-Бюдинген (* 10 март 1817, Бюдинген; † 31 юли 1900, Бюдинген), омъжена на 20 октомври 1836 г. в Бюдинген за граф Райнхард фон Золмс-Лаубах (1801 – 1870), пруски генерал-майор
- дъщеря (* 23 февруари 1821, Бюдинген; † 24 февруари 1821/4 март 1821, Бюдинген)
- дъщеря (*/† 1 август 1822, Бюдинген)